# Варнай, Астрид
А́стрид Ва́рнай (венг. Ibolyka Astrid Maria Varnay; 25 апреля 1918, Стокгольм, Швеция — 4 сентября 2006, Мюнхен, Германия) — американская певица венгерского происхождения. Пела партии драматического сопрано и меццо-сопрано. Обладательница сильного, тёмного, с хорошими верхами голоса; прославилась прежде всего как исполнительница партий в операх Рихарда Вагнера. Отдельного упоминания заслуживают её актёрское дарование, драматизм и интеллект, делавшие её незаменимой исполнительницей ролей ярких, сильных личностей.

## Детство и юность
Певица появилась на свет в Стокгольме, где тогда работали её родители, по происхождению венгры. Её отец, Александер Варнай (1889—1924) был тенором, также работал в качестве режиссёра в Стокгольме и Осло. Мать, Мария Явор Варнай (1889—1976), выступала как колоратурное сопрано. Когда Астрид было четыре года, семья переехала сначала в Аргентину, а потом в Соединённые Штаты. Астрид училась играть на фортепиано, потом кто-то в школе обратил внимание на её голос. Она обучалась музыке сначала у своей матери, потом у певца Пола Олтхауза и дирижёра Германа Вайгерта (1890—1955), за которого вышла замуж в 1944 году.

## Карьера
Дебют Астрид Варнай состоялся 6 декабря 1941 года в «Метрополитен Опера» в Нью-Йорке, когда она неожиданно заменила заболевшую певицу Лотту Леман в партии Зиглинды в «Валькирии» Вагнера. Скоро Астрид Варнай стала считаться одной из ведущих вагнеровских сопрано, а также замечательной исполнительницей партий в операх Рихарда Штрауса.
В «Метрополитен Опера» она выступала (помимо ролей вагнеровского репертуара) как Саломея и Электра в одноимённых операх Штрауса, как Маршальша в его же «Кавалере розы», Амелия-Мария в «Симоне Бокканегра» Верди, Сантуцца в «Сельской чести» Масканьи и т. д. Ещё в 1942 году она участвовала в премьере оперы Джанкарло Менотти «The Island God». С 1944 года она также выступала в Чикагской Опере, в том числе в партиях Зиглинды и Амнерис.
В 1946—1961 годах регулярно гастролировала в Сан-Франциско, где она имела большой успех в ролях Джоконды в одноимённой опере Понкиелли и Леоноры в «Фиделио» Бетховена. В 1948 году состоялся европейский дебют Варнай (Ковент Гарден, Лондон), а в 1951 году она исполнила партию Леди Макбет во Флоренции.
В 1951 году она впервые получила от режиссёра Виланда Вагнера приглашение участвовать в вагнеровском фестивале в Байрёйте, и выступала там в течение последующих семнадцати лет в ведущих партиях. Примерно тогда же она участвовала в Мюнхенском, Зальцбургском, Цюрихском фестивалях. В 1955 году Варнай оставила «Метрополитен» из-за разногласий с тогдашним его главой Рудольфом Бингом, и с тех пор выступала в Европе, особенно часто в Германии.
Варнай регулярно пела в Дюссельдорфе и Штутгарте, который называли «зимним Байрёйтом», так как там традиционно выступали певцы, участвовавшие в Байрёйтском фестивале, а постановки часто осуществлял Виланд Вагнер.
В начале семидесятых годов певица оставила репертуар сопрано и с большим успехом стала выступать только лишь как меццо-сопрано. В 1978 году она выступила в «Метрополитен Опера» после долгого отсутствия.
Последнее выступление певицы состоялось в Мюнхене в 1995 году.

## Репертуар
Репертуар певицы включал в себя более шестидесяти партий для сопрано и меццо-сопрано в операх Рихарда Вагнера (Сента в «Летучем голландце», Елизавета и Венера в «Тангейзере», Эльза и Ортруда в «Лоэнгрине», Изольда в «Тристане и Изольде», Брунгильда и Зиглинда в «Кольце Нибелунга», Кундри в «Парсифале»), Рихарда Штрауса (Саломея и Иродиада в «Саломее», Электра и Клитемнестра в «Электре», Маршальша в «Кавалере розы»), Джузеппе Верди (Леди Макбет в «Макбете», Леонора в «Трубадуре», Аида и Амнерис в «Аиде», Дездемона в «Отелло»), Людвига ван Бетховена (Леонора в «Фиделио»), Пьетро Масканьи (Сантуцца и Лола в «Сельской чести»), Леоша Яначека (Церковная сторожиха в «Енуфе», Кабаниха в «Кате Кабановой»), Готфрида фон Эйнема (Клэр в «Визите старой дамы») и т. д.
Астрид Варнай сотрудничала со многими выдающимися дирижёрами — Хансом Кнаппертсбушем, Карлом Бёмом, Гербертом фон Караяном,  Клеменсом Краусом, Фрицем Штидри, Йозефом Кайлбертом и другими.